# Colfax (Indiana)
Pour les articles homonymes, voir Colfax.
La ville de Colfax est située dans le comté de Clinton, dans l'Indiana, aux États-Unis. Sa population s’élevait à 691 habitants lors du recensement de 2010, estimée à 679 habitants en 2016.

## Histoire
Colfax a été fondée en 1849.

## Source
- (en) Cet article est partiellement ou en totalité issu de l’article de Wikipédia en anglais intitulé « Colfax, Indiana » (voir la liste des auteurs).